# 牧畜
牧畜（ぼくちく）とは、牛や羊、兎などの家畜を人工的に養育して数を増やし、その乳や肉、それらの加工保存食、皮革や羊毛など家畜の身体に起源する生活用具を主たる生活の糧とする生業を指す。その中でも、特定の居住地を定めずに季節や天候に応じて家畜を引き連れて移動する牧畜生活を遊牧と言う。また、牧畜を主体とする社会を牧畜社会と呼ぶ場合がある。
牧畜社会は人口密度の低い山岳部や半砂漠地帯、大草原地帯など農耕では食糧需要を満たせない場所で盛んに営まれる。牧畜民は隣人からの強奪などによって全財産とも言える家畜を失う危険を常に抱えていたために、男らしさや名誉を重んじる文化や、政府の力を頼らない自衛の文化がある。スコットランド人や地中海周縁部の諸民族など、かつて牧畜民だった民族にもこうした文化が多く見られる。

## 家畜
ヨーロッパの北部や中央アジア・アラビア半島・サハラ砂漠周縁部などの乾燥地、アラスカ・シベリアなどの寒冷地で主要な生業となっている。そのため、乾燥や寒冷といった土地ごとの気候にあった家畜が選択される。例えば、もっとも乾燥が激しいサハラ周縁部ではラクダが、もっとも寒冷なアラスカ・シベリアなどではトナカイが飼育される。
牧畜の歴史は古く、農耕とならんで紀元前5000年頃、新石器時代の古代エジプトなどではすでに行われていた。狩猟も同じく動物を対象とするが、定常的に動物と接することになる牧畜とは文化的・技術的に大きな隔たりがある。最初に家畜化された動物はイヌであるが、牧畜のための最初の家畜はヤギやヒツジであると考えられている。牧畜に特化した犬を牧羊犬と言い、コリーやシェパードなどの品種がつくられている。

## 牧草地

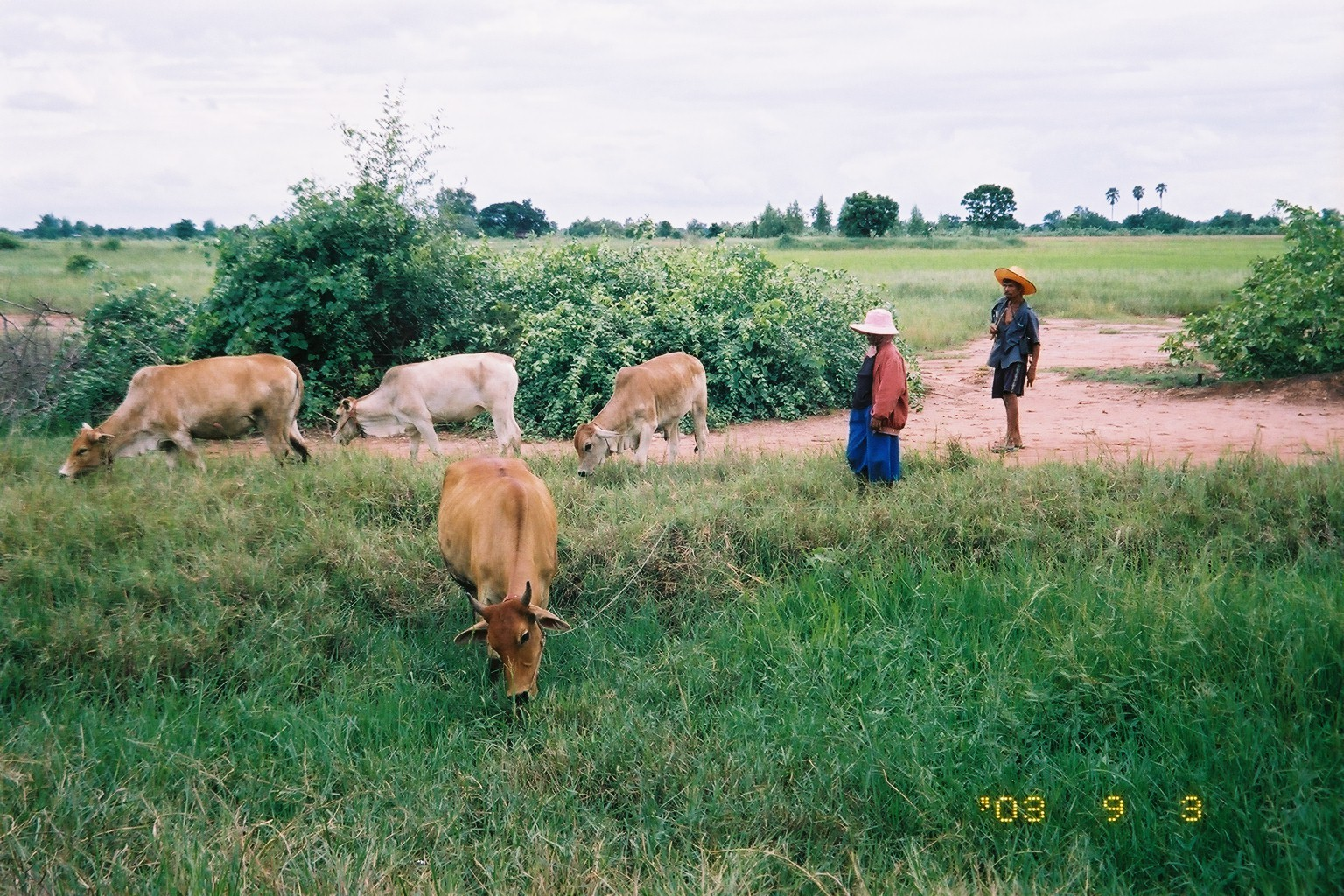
タイ東北地方の牧畜。牛番(牛追い)は、道路や畦道の脇に生えている草を牛に食べさせる。このような無償の牧草地は、ローカル・コモンズである。

家畜のエサとなる牧草が生えている土地あるいは栽培されている土地を牧草地（ぼくそうち）という。これは、牧場主や企業の所有する私的な牧草地と、住民に広く開放されているされている地域コミュニティの共有の牧草地とに二分できる。後者には、自然地形をそのまま利用した共有の放牧地も含まれる。近代的な牧畜あるいは先進国の牧草地は、前者であるが、歴史的には後者の自然地形を利用した放牧地あるいは地域コミュニティの共有の牧草地が主流であった。
しかし、現在の開発途上国における牧畜でも、地域コミュニティや自然地形を利用した共有の牧草地は無視できない。このような牧草地は、地域コミュニティのメンバーが利用、管理するローカル・コモンズといえるものである。
歴史的に見ると、自然地形を利用した放牧地あるいは地域コミュニティの共有の牧草地は、利用者が他の利用者にも配慮して牧畜を行ってきた。共有地（コモンズ）を巡っては、利用者が家畜を過剰に飼育し、共有地の牧草を収奪的に利用する過放牧が進行するとして、「コモンズの悲劇」が主張されることもある。しかし歴史的にみると、コモンズの悲劇によって牧畜が衰退した事例はほとんどないと考えられる。